# گلادیاتورهای شورشی
گلادیاتورهای شورشی (به ایتالیایی: Ursus il gladiatore ribelle) فیلمی سینمایی ایتالیایی در سبک حماسه‌های شمشیر و صندل به کارگردانی دومنیکو پائوللا با بازی دان وادیس، خوزه گرچی و آلان استیل است.

## بازیگران
- دان وادیس در نقش اورسوس
- خوزه گرچی در نقش آرمینیا
- آلان استیل در نقش کومودوس
- تولیو آلتامورا در نقش آنتونینو
- ناندو تامبرلانی در نقش مارکوس آئورلیوس
- گلوریا میلاند
- جیانی سانتوچیو در نقش امیلیو لتو
- سال بورجسه به عنوان گلادیاتور
- برونو شیپیونی
- آندره‌آ آئورلی به عنوان مربی گلادیاتور
- کارلو دلمی در نقش ستتیمیو